# Ollie Conmy
Ollie Conmy (Mulranny, 13 de noviembre de 1939 - Southport, 26 de enero de 2014) fue un jugador de fútbol irlandés que jugaba en la demarcación de centrocampista.

## Biografía
Ollie Conmy debutó como futbolista en 1960 con 21 años de edad con el Huddersfield Town FC, donde, aunque permaneció durante tres años en el club, jugó tan solo tres partidos. Ya en 1963 fichó por el Peterborough United FC para los nueve años siguientes. Jugó durante 263 partidos en los que marcó 34 goles. Con el club, llegó a cuartos de final en la FA Cup de 1965. Finalmente en 1972 fue traspasado al Cambridge City FC, donde jugó durante un año. Al final del mismo se retiró como futbolista, a los 34 años de edad
Falleció en su casa de Southport el 26 de enero de 2014 a los 74 años de edad tras una larga enfermedad.

## Selección nacional
Conmy jugó un total de cinco partidos con la selección de fútbol de Irlanda, haciendo su debut en 1965 y jugando su último partido en 1969.

## Clubes
| Club                   | País       | Año         | Partidos | Goles |
| ---------------------- | ---------- | ----------- | -------- | ----- |
| Huddersfield Town FC   | Inglaterra | 1960 - 1963 | 3        | 0     |
| Peterborough United FC | Inglaterra | 1963 - 1972 | 263      | 34    |
| Cambridge City FC      | Inglaterra | 1972 - 1973 | ¿?       | ¿?    |